# 17 februari
17 februari is de 48ste dag van het jaar in de gregoriaanse kalender. Hierna volgen nog 317 dagen (318 dagen in een schrikkeljaar) tot het einde van het jaar.

## Gebeurtenissen
- Algemeen
  - 364 - Keizer Jovianus overlijdt na een regeringsperiode van acht maanden. Hij wordt dood gevonden in zijn tent (mogelijk vergiftiging) onderweg naar Constantinopel.
  - 1454 - In Rijsel, thans het huidige Noord-Franse stad Lille, vindt het Banket van de Fazant plaats, waarop Filips de Goede een kruistocht oproept tegen de Turken.
  - 1600 - Giordano Bruno wordt na een proces van zeven jaar door de Romeinse inquisitie verbrand.
  - 1753 - 17 februari wordt in Zweden gevolgd door 1 maart als het land overstapt van de juliaanse kalender op de gregoriaanse kalender.
  - 1934 - Koning Albert I van België komt om tijdens een beklimming van een rots te Marche-les-Dames in de provincie Namen.
  - 1938 - Juan Soldado wordt in Tijuana ter dood veroordeeld. Later zouden velen dit als onterecht beschouwen, en hij groeit uit tot een soort heilige.
  - 1979 - Begin van de Chinees-Vietnamese Oorlog.
  - 1993 - In de nacht van 16 op 17 februari zinkt voor de kust van Haïti de overbeladen veerboot Neptune met vluchtelingen: 800 doden en een onbekend aantal vermisten.
  - 2016 - In Bolivia loopt een betoging uit de hand. Een administratief gebouw in de stad El Alto wordt in brand gestoken, waardoor zes ambtenaren omkomen.
  - 2023 - Een protestdemonstratie in Paramaribo loopt uit op een bestorming van De Nationale Assemblée, grootschalige vernielingen, en plunderingen van tientallen winkels. Bij de rellen raken meer dan twintig mensen gewond.[1][2]
  - 2024 - De autonome regio Xinjiang (China) wordt getroffen door zware zandstormen die het zicht beperken tot minder dan 100 meter. In Turpan komen reddingsteams in actie om assistentie te verlenen aan mensen die zijn gestrand.[3]

- Kunst en cultuur
  - 1791 - Eerst uitvoering van de 93ste symfonie van Joseph Haydn, de eerste van zijn 12-delige Londense symfonieënreeks.
  - 1859 - Première van de opera Un ballo in maschera van Giuseppe Verdi in Rome.
  - 1904 - Première van de opera Madama Butterfly van Giacomo Puccini in het Teatro alla Scala in Milaan.
  - 1959 - Een optreden in het Londense Covent Garden maakt de Australische sopraan Joan Sutherland op slag wereldberoemd.

- Media
  - 1975 - De abonnees van het Dagblad van het Oosten moeten het doen zonder krant, omdat de redactie van de krant staakt; zij wil niet opgaan in de redactie van het dagblad Tubantia.

- Politiek
  - 1946 - Een aantal prominente Nederlanders richt het Humanistisch Verbond op.
  - 1978 - De Deense advocaat-miljonair-politicus Mogens Glistrup wordt veroordeeld tot een boete wegens belastingontduiking.
  - 1983 - Algehele herziening van de Nederlandse Grondwet.
  - 1986 - Ondertekening te Luxemburg van de Europese Akte.
  - 2008 - Kosovo verklaart zich officieel onafhankelijk van Servië.

- Sport
  - 1901 - Oprichting van de Noorse voetbalclub Ranheim Fotball.
  - 1924 - Johnny Weissmuller verbetert in Miami zijn eigen wereldrecord op de 100 meter vrije slag tot 57,4. Het oude record (58,6) stond sinds 9 juli 1922 op naam van de Amerikaanse zwemmer en latere filmster (Tarzan).
  - 1952 - Kees Broekman wint de eerste Nederlandse medaille tijdens Olympische Winterspelen.
  - 1963 - In Graft treden Ard Schenk en Kees Verkerk voor het eerst tegen elkaar in het strijdperk.
  - 2007 - Oud-voorzitter Nedim Imaç van voetbalclub Türkiyemspor wordt in Amsterdam vermoord.
  - 2013 - De Nederlandse schaatser Sven Kramer wordt voor de zesde maal wereldkampioen schaatsen allround. Hij verbetert hiermee het record van Oscar Mathisen en Clas Thunberg. Landgenote Ireen Wüst haalt haar vierde wereldtitel.
  - 2022 - De Nederlandse Jutta Leerdam grijpt met 1.13,83 het zilver op de 1000 meter schaatsen bij de Olympische Winterspelen 2022. De Japanse Miho Takagi is met een olympisch record van 1.13,19 sneller, terwijl de derde plaats met 1.14,61 voor de Amerikaanse Brittany Bowe is.[4]

- Wetenschap en technologie
  - 1867 - Het eerste schip vaart door het Suezkanaal.
  - 2000 - Het besturingssysteem Windows 2000 van Microsoft verschijnt.
  - 2003 - Londen neemt een elektronisch tolsysteem in gebruik dat het autoverkeer met vijftien procent moet terugdringen.
  - 2007 - Onder de naam THEMIS lanceert NASA met dezelfde Delta II raket 5 satellieten om de wetenschappelijke achtergrond van aurora's in de aardse atmosfeer te onderzoeken.[5]
  - 2022 - Koppeling van het Progress 80P (ook wel MS-19) ruimtevaartuig van Roskosmos met het Internationaal Ruimtestation ISS zo'n twee dagen na lancering.[6]
  - 2023 - Lancering van een Falcon 9 raket van SpaceX vanaf Vandenberg Space Force Base SLC-4E voor de Starlink group 2-5 missie met 51 Starlink satellieten.[7]
  - 2023 - Lancering van een H3-22 raket van Mitsubishi Heavy Industries vanaf Tanegashima Space Center (Japan) voor de ALOS-3 (Advanced Land Observation Satellite) missie met een aardobservatiesatelliet van JAXA.[8] Door een elektronisch probleem met de eerste trap van de draagraket wordt de lanceerpoging op T0 afgebroken.[9] Zie ook 7 maart.
  - 2024 - Lancering van een H3-22 raket van Mitsubishi Heavy Industries vanaf Tanegashima Space Center LA-Y1 in Japan voor de VEP 4, CE-SAT-1E & TIRSAT missie. VEP 4 (Vehicle Evaluation Payload 4) is een testlading om het afkoppelingsmechanisme te testen, CE-SAT-1E is een optische aardobservatiesatelliet van Canon Electronics Inc. en TIRSAT is een CubeSat om een infrarood sensor voor aardobservatie te testen.[10]
  - 2024 - Lancering van de GSLV Mk II raket van Indian Space Research Organisation (ISRO) vanaf Satish Dhawan Space Centre voor de INSAT-3DS missie met de gelijknamige weersatelliet die tevens wordt gebruikt voor SAR en communicatiedoeleinden.[11]

## Geboren

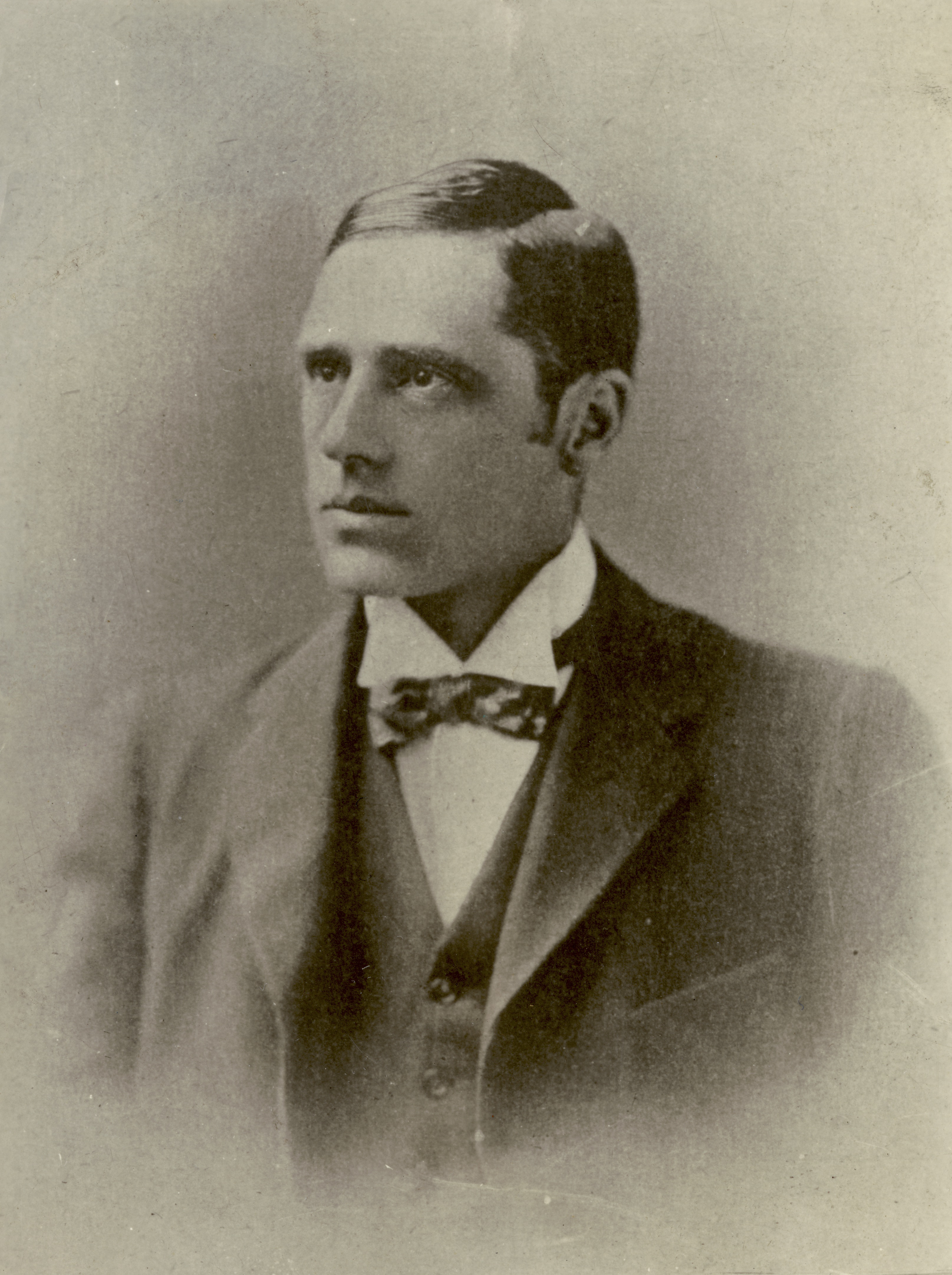
Banjo Paterson
geboren in 1864

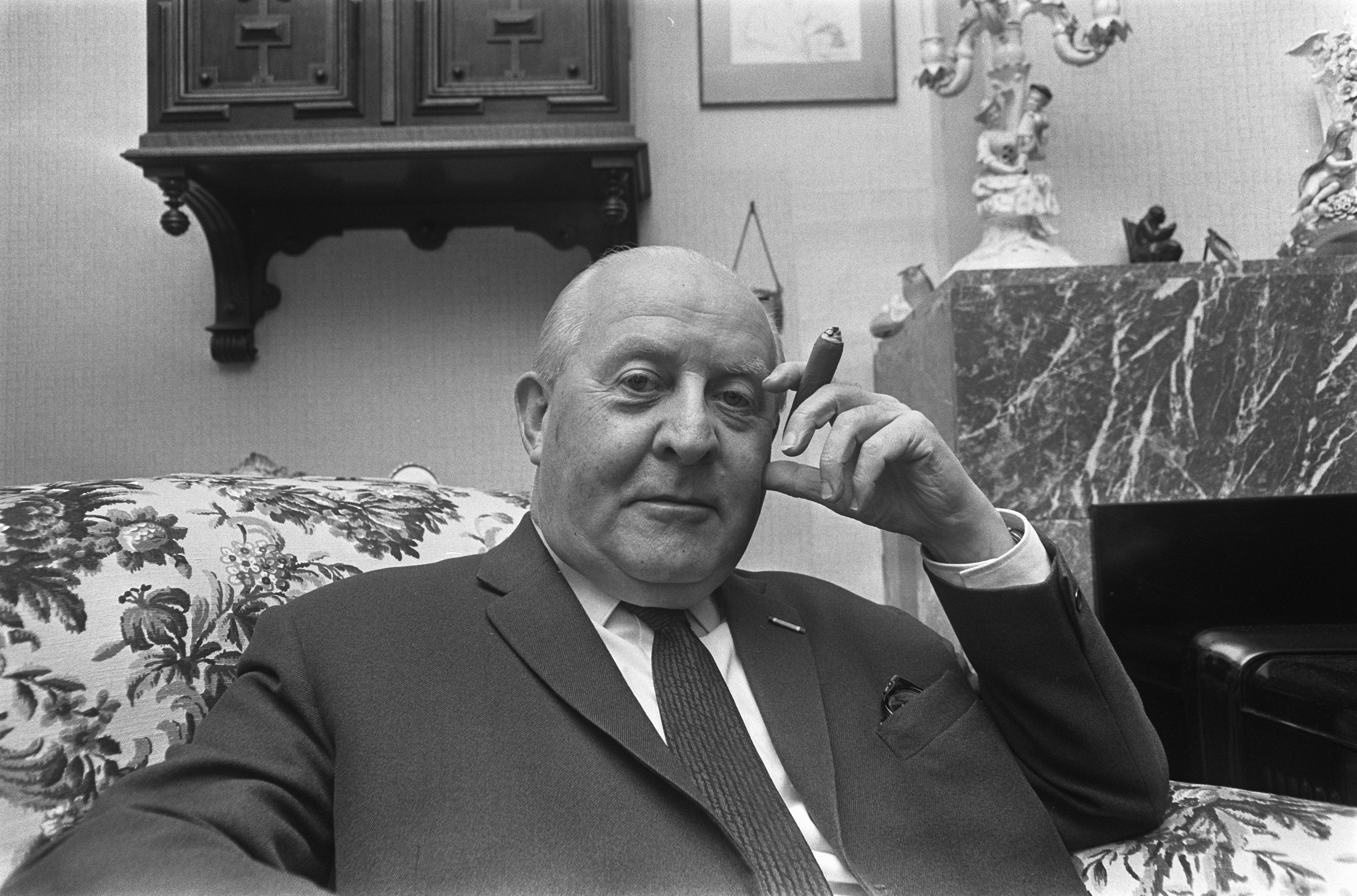
Johan Kaart
geboren in 1897

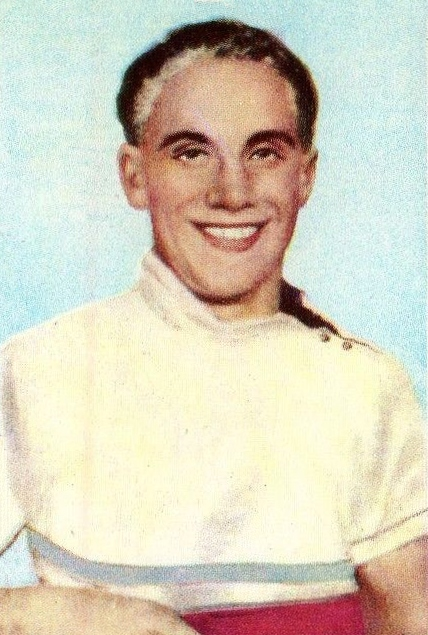
Jef Scherens
geboren in 1909

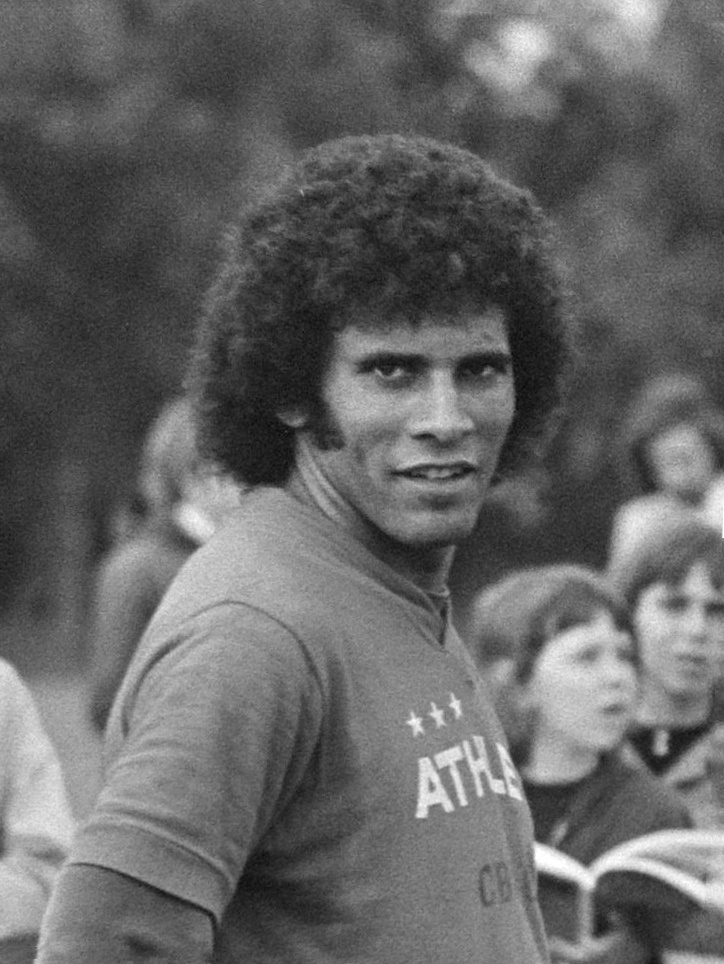
Valdomiro Vaz Franco
geboren in 1946

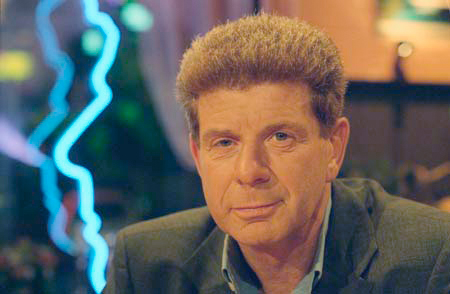
Frits Barend
geboren in 1947

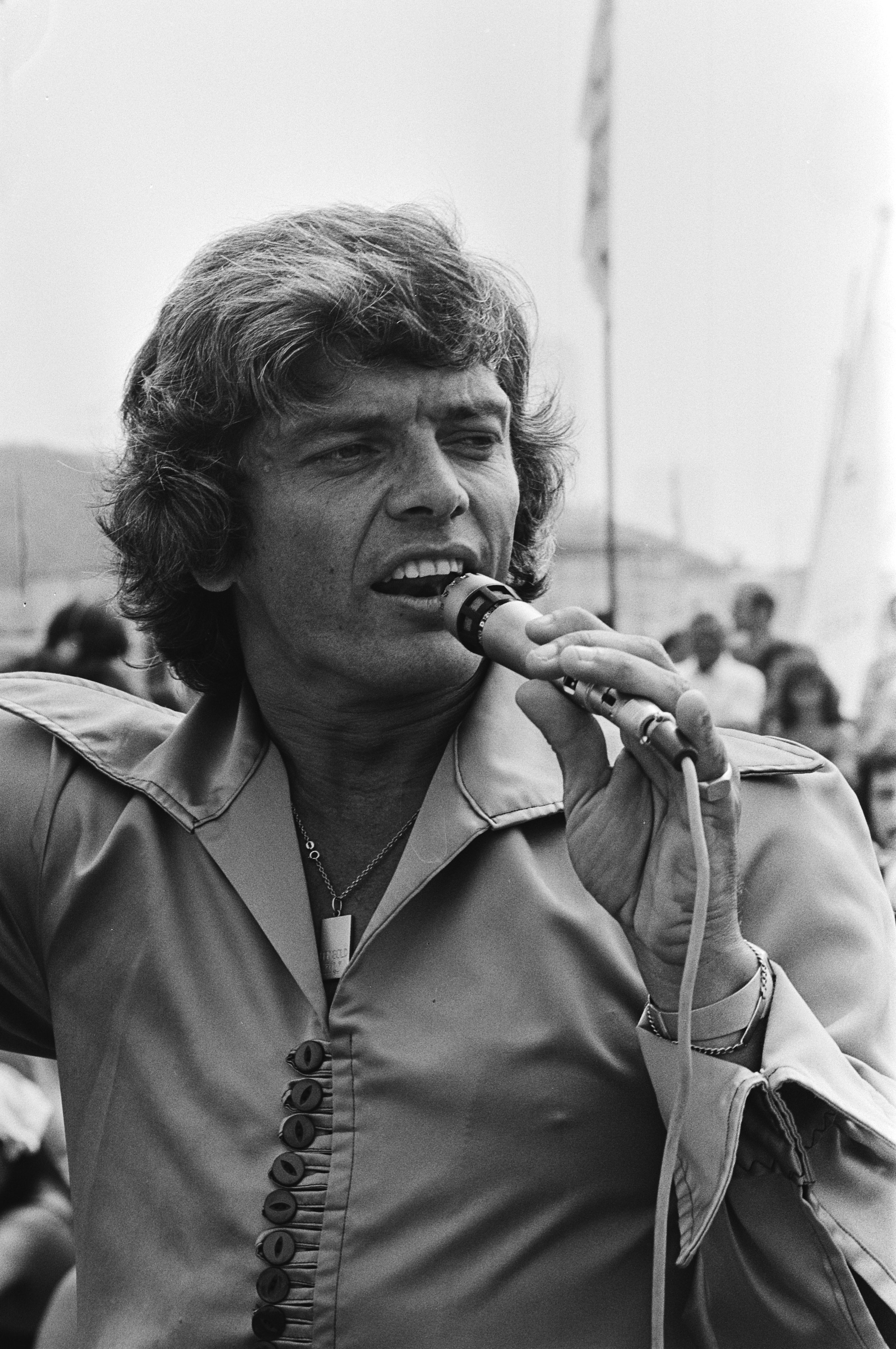
Ben Cramer
geboren in 1947

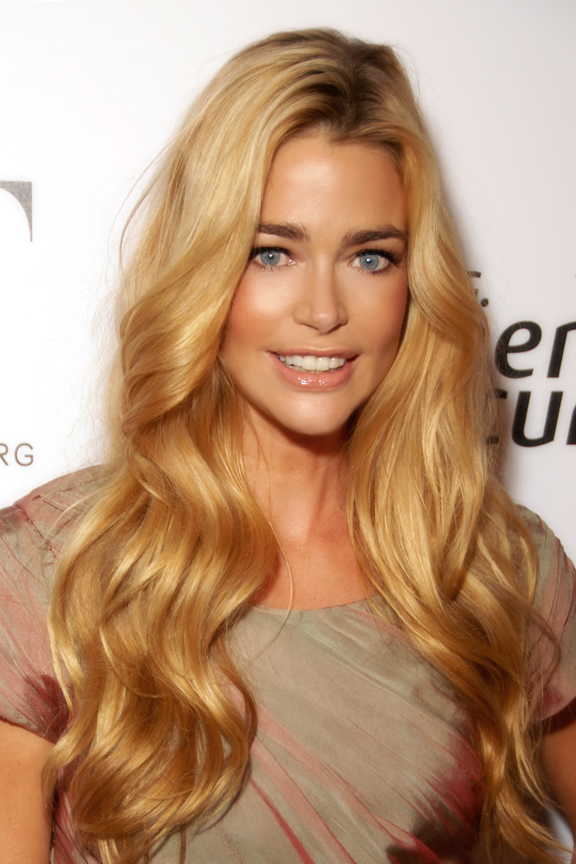
Denise Richards
geboren in 1971

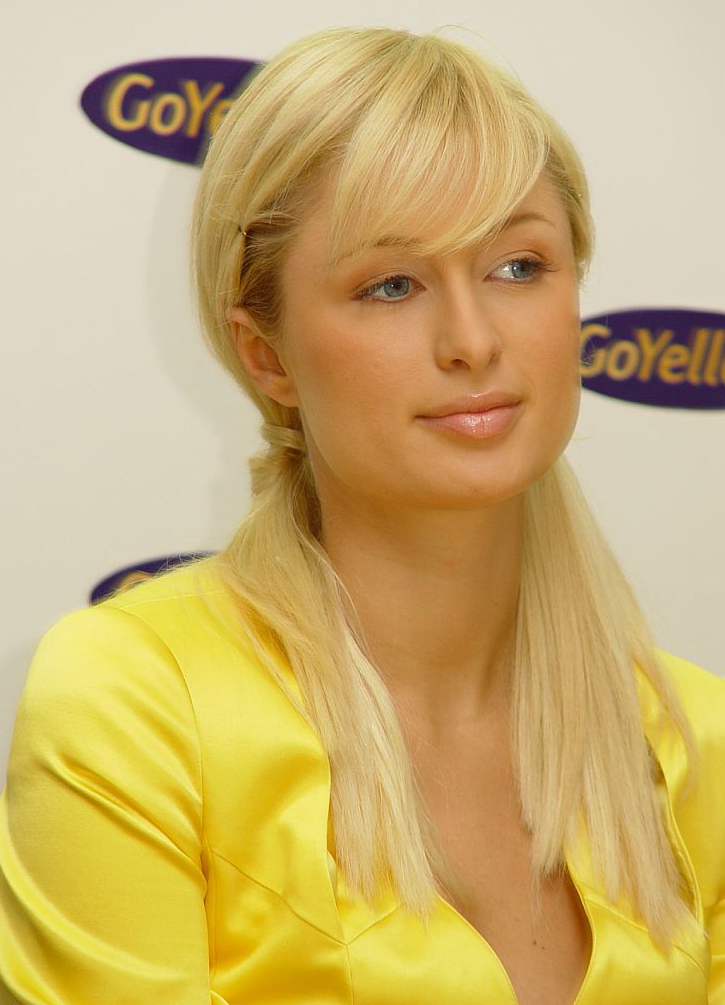
Paris Hilton
geboren in 1981

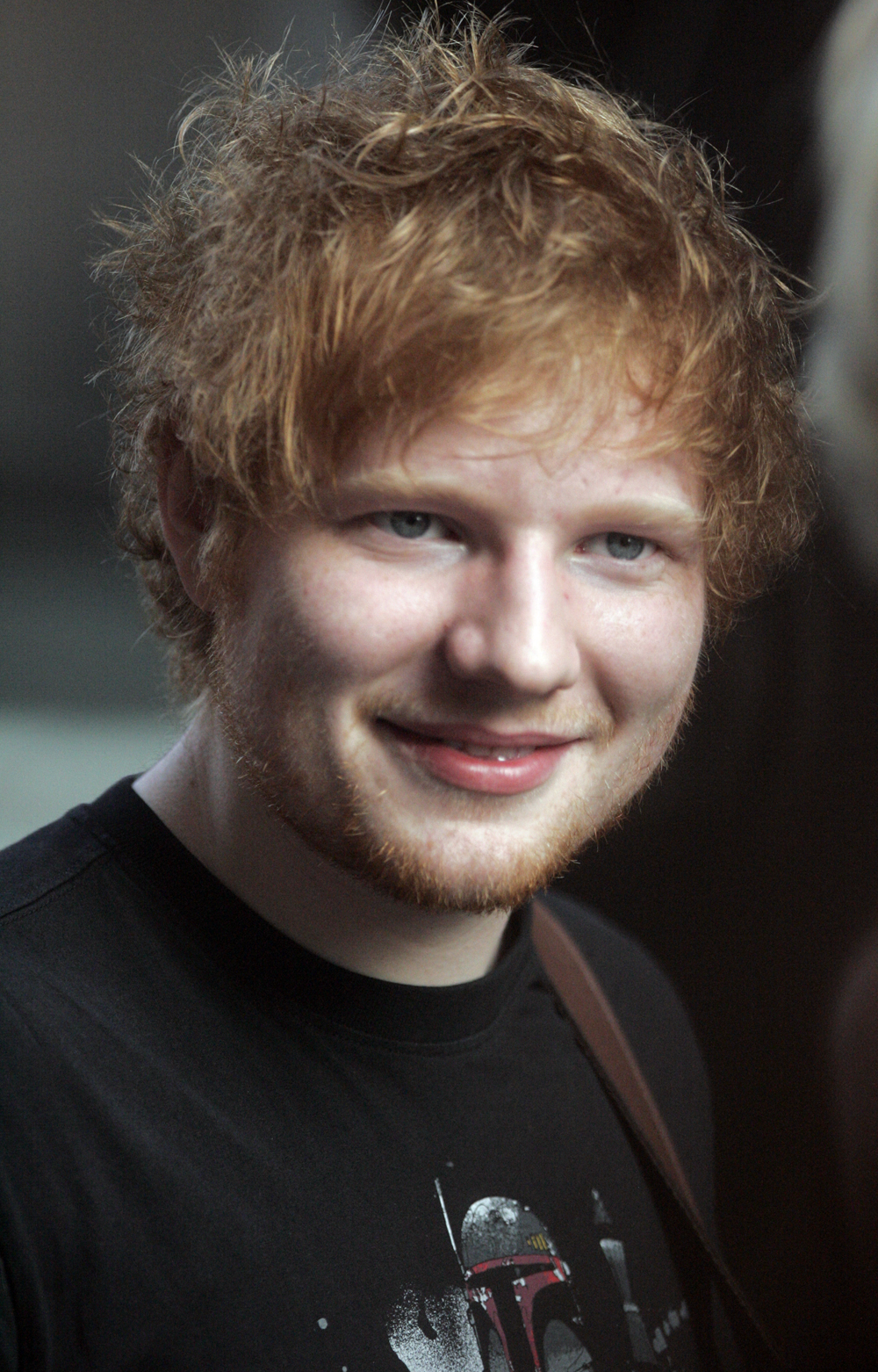
Ed Sheeran
geboren in 1991

- 1444 - Rudolf Agricola, Nederlands humanist (overleden 1485)
- 1550 - Filips van Hohenlohe-Neuenstein, Nederlands legeraanvoerder (overleden 1606)
- 1754 - Nicolas Baudin, Frans ontdekkingsreiziger (overleden 1803)
- 1776 - Jean-Marc Mousson, Zwitsers politicus (overleden 1861)
- 1781 - René Laennec, Frans arts (overleden 1826)
- 1798 - Auguste Comte, Frans filosoof en socioloog (overleden 1857)
- 1820 - Henri Vieuxtemps, Belgisch violist en componist (overleden 1881)
- 1827 - Maria Francesca Rossetti, Engels schrijfster (overleden 1876)
- 1837 - Samuel van Houten, Nederlands politicus (overleden 1930)
- 1847 - Otto Blehr, Noors politicus (overleden 1923)
- 1850 - Alf Morgans, 4e premier van West-Australië (overleden 1933)
- 1855 - Hubert Vos, Nederlands-Amerikaans kunstschilder (overleden 1935)
- 1863 - Fjodor Sologoeb, Russisch schrijver (overleden 1927)
- 1864 - Banjo Paterson, Australisch dichter (overleden 1941)
- 1873 - Emily Siedeberg, Nieuw-Zeelands arts (overleden 1968)
- 1882 - Joris van den Bergh, Nederlands journalist (overleden 1953)
- 1885 - Romano Guardini, Duits priester, theoloog en filosoof (overleden 1968)
- 1886 - Lamme Benenga, Nederlands zwemmer (overleden 1963)
- 1887 - Leevi Madetoja, Fins componist, muziekpedagoog en dirigent (overleden 1947)
- 1889 - Johanna Pieneman, Nederlands kunstschilderes (overleden 1986)
- 1890 - Ronald Aylmer Fisher, Brits statisticus, geneticus en evolutiebioloog (overleden 1962)
- 1891 - Willi Fick, Duits voetballer (overleden 1913)
- 1891 - Ricardo Paras jr., Filipijns politicus en rechter (overleden 1984)
- 1897 - Johan Kaart, Nederlands acteur (overleden 1976)
- 1903 - Jan Halle, Nederlands voetballer (overleden 1986)
- 1905 - Frans Piët, Nederlands striptekenaar (overleden 1997)
- 1906 - Mary Brian, Amerikaans actrice (overleden 2002)
- 1908 - Jacques van Egmond, Nederlands wielrenner (overleden 1969)
- 1909 - Jef Scherens, Belgisch wielrenner (overleden 1986)
- 1912 - Andre Norton, Amerikaans schrijfster (overleden 2005)
- 1914 - Arthur Kennedy, Amerikaans acteur (overleden 1990)
- 1914 - René Vietto, Frans wielrenner (overleden 1988)
- 1916 - Fransje Hessel, Nederlands zwemster (overleden na 1975)
- 1918 - Paul Huber, Zwitsers componist (overleden 2001)
- 1919 - J.M.S. Careless, Canadees historicus (overleden 2009)
- 1923 - Buddy DeFranco, Amerikaans jazzklarinettist (overleden 2014)
- 1925 - Jack Gilbert, Amerikaans dichter (overleden 2012)
- 1925 - Hal Holbrook, Amerikaans acteur (overleden 2021)
- 1926 - Juliette Brac, Frans actrice
- 1926 - Friedrich Cerha, Oostenrijks componist en dirigent (overleden 2023)
- 1929 - Alejandro Jodorowsky, Chileen filmregisseur en acteur
- 1929 - Chaim Potok, Amerikaans schrijver (overleden 2002)
- 1929 - Patricia Routledge, Brits actrice
- 1930 - Ruth Rendell, Brits detective-schrijfster (overleden 2015)
- 1931 - André Loor, Surinaams historicus (overleden 2013)
- 1931 - André Messelis, Belgisch wielrenner (overleden 2022)
- 1933 - Spike Heatley, Brits jazzbassist (overleden 2021)
- 1934 - Alan Bates, Engels acteur (overleden 2003)
- 1934 - Anner Bijlsma, Nederlands cellist (overleden 2019)
- 1934 - Barry Humphries, Australisch acteur (overleden 2023)
- 1935 - Christina Pickles, Amerikaans actrice
- 1936 - Jim Brown, Amerikaans Americanfootballspeler en acteur (overleden 2023)
- 1940 - Willi Holdorf, Duits atleet (overleden 2020)
- 1940 - Martin Meinander, Fins entomoloog (overleden 2004)
- 1941 - Heidi Biebl, Duits alpineskiester (overleden 2022)
- 1941 - Gene Pitney, Amerikaans zanger (overleden 2006)
- 1942 - Leny Jansen-van der Gevel, Nederlands politica en burgemeester
- 1944 - Karl Jenkins, Welsh componist, dirigent en musicus
- 1945 - Brenda Fricker, Iers actrice
- 1945 - Karel Hille, Nederlands journalist, televisieproducent, schrijver en tekstdichter (overleden 2022)
- 1945 - Ulla Pia, Deens zangeres (overleden 2020)
- 1945 - Willie Swildens-Rozendaal, Nederlands politica
- 1946 - Else-Marie van den Eerenbeemt, Nederlands psychologe
- 1946 - Valdomiro Vaz Franco, Braziliaans voetballer
- 1946 - Kjell-Erik Ståhl, Zweeds atleet
- 1947 - Frits Barend, Nederlands journalist en televisiepresentator
- 1947 - Ben Cramer, Nederlands zanger
- 1947 - Sies Wever, Nederlands voetballer (overleden 2018)
- 1948 - Etienne De Groot, Belgisch rechter
- 1949 - Peter Piot, Belgisch arts en internationale autoriteit op het vlak van de aidsbestrijding
- 1951 - Chris de Bont, Nederlands historisch geograaf
- 1951 - Barzan Ibrahim al-Tikriti, halfbroer van Saddam Hoessein (overleden 2007)
- 1952 - Javier Urruticoechea, Spaans voetballer (overleden 2001)
- 1953 - Pertti Karppinen, Fins roeier
- 1953 - Steve Millen, Nieuw-Zeelands autocoureur en rallyrijder
- 1953 - Annie Schreijer-Pierik, Nederlands politica
- 1954 - Brian Houston Australisch/Nieuw-Zeelands predikant
- 1954 - Ton van Klooster, Nederlands zwemmer en zwemcoach
- 1954 - Herman Lamers, Nederlands beeldhouwer, installatiekunstenaar, fotograaf en tekenaar
- 1954 - Rene Russo, Amerikaans actrice
- 1955 - Marcelo Trobbiani, Argentijns voetballer
- 1955 - Hans Visser, Nederlands gitarist en componist
- 1955 - Mo Yan, Chinees schrijver
- 1956 - Richard Karn, Amerikaans acteur
- 1957 - Loreena McKennitt, Canadees zangeres, pianiste, accordeoniste en harpiste
- 1959 - Walther Burgering, Nederlands theoloog en pastor
- 1959 - Marie-Paule Geldhof, Belgisch atlete
- 1961 - Joëlle Milquet, Waals-Belgisch politica
- 1961 - Jurga Ivanauskaitė, Litouws schrijver (overleden 2007)
- 1961 - Andrej Korotajev, Russisch antropoloog, economisch historicus en socioloog
- 1962 - Dave Donkervoort, Nederlands radio-diskjockey
- 1962 - Henny Meijer, Nederlands voetballer en voetbaltrainer
- 1962 - Lou Diamond Phillips, Amerikaans acteur
- 1963 - Florence Hartmann, Frans journaliste en publiciste
- 1963 - Michael 'Air' Jordan, Amerikaans basketballer
- 1963 - Larry the Cable Guy, Amerikaans (stem)acteur, komiek, en zanger
- 1964 - Raúl Avilés, Ecuadoraans voetballer
- 1964 - Thierry Laurey, Frans voetballer
- 1965 - Michael Bay, Amerikaans filmregisseur en producer
- 1965 - Nazim Süleymanov, Sovjet-Azerbeidzjaans voetballer
- 1966 - Robert Reid, Schots rallynavigator
- 1966 - Yves Vandeberg, Belgisch dammer (overleden 2021)
- 1967 - Roberto Sighel, Italiaans schaatser
- 1968 - Rob Morren, Nederlands kunstschilder (overleden 2021)
- 1969 - David Douillet, Frans judoka en politicus
- 1969 - Dorothee Schneider, Duits amazone
- 1970 - Catherine De Bolle, Belgisch commissaris-generaal van de politie
- 1970 - Dominic Purcell, Australisch acteur
- 1971 - Hermann Achmüller, Italiaans atleet
- 1971 - Ludovic Auger, Frans wielrenner
- 1971 - Carlos Gamarra, Paraguayaans voetballer
- 1971 - Denise Richards, Amerikaans actrice
- 1971 - Jan Seton, Nederlands politicus (CDA) en bestuurder
- 1971 - Vasil Spasov, Bulgaars schaker
- 1972 - Billie Joe Armstrong, Amerikaans zanger en gitarist (Green Day)
- 1972 - Kinga Czigány, Hongaars kanovaarster
- 1972 - Philippe Candeloro, Frans kunstschaatser
- 1972 - Taylor Hawkins, Amerikaans drummer (overleden 2022)
- 1972 - Cezary Kucharski, Pools voetballer
- 1972 - Nani Roma, Spaans auto- en motorcoureur
- 1973 - Amy Van Dyken, Amerikaans zwemster en olympisch kampioene
- 1974 - Jerry O'Connell, Amerikaans acteur
- 1976 - Kelly Carlson, Amerikaans model en actrice
- 1976 - Keeley Hawes, Brits actrice
- 1976 - Almira Skripchenko, Frans schaakster
- 1977 - Erin Cardillo, Amerikaans actrice
- 1977 - Wong Choong Hann, Maleisisch badmintonner
- 1977 - Johan Heuser, Nederlands zanger
- 1979 - Cara Black, Zimbabwaans tennisster
- 1979 - Bear McCreary, Amerikaans filmcomponist
- 1980 - Nour-Edinne Gezzar, Frans atleet
- 1980 - Jason Ritter, Amerikaans acteur
- 1980 - Robin Zijlstra, Nederlands acteur en zanger
- 1981 - Bernhard Eisel, Oostenrijks wielrenner
- 1981 - Lupe Fiasco, Amerikaans rapper
- 1981 - Joseph Gordon-Levitt, Amerikaans acteur
- 1981 - Paris Hilton, Amerikaans society-ster, model, zangeres en actrice
- 1982 - Thimothée Atouba, Kameroens voetballer
- 1982 - Eunice Jepkorir, Keniaans atlete
- 1982 - Jill de Jong, Nederlands model
- 1982 - Adriano Leite Ribeiro, Braziliaans voetballer
- 1983 - Ander Mirambell, Spaans skeletonracer
- 1983 - Matej Tóth, Slowaaks atleet
- 1984 - Álvaro Barba, Spaans autocoureur
- 1984 - Tim Gudsell, Nieuw-Zeelands wielrenner
- 1984 - Anne van de Staak, Nederlands paralympisch sportster
- 1985 - Anders Jacobsen, Noors schansspringer
- 1986 - Sanna Lüdi, Zwitsers freestyleskiester
- 1986 - Ohad Levita, Israëlisch voetballer
- 1987 - Martin Dohál, Slowaaks voetbalscheidsrechter
- 1987 - Nacho Elvira, Spaans golfer
- 1988 - Natascha Kampusch, Oostenrijks misdaadslachtoffer
- 1988 - Vasyl Lomatsjenko, Oekraïens bokser
- 1989 - Rebecca Adlington, Brits zwemster
- 1989 - Miguel Molina González, Spaans autocoureur
- 1989 - Chord Overstreet, Amerikaans acteur
- 1991 - Sjoerd Hoogendoorn, Nederlands volleybalspeler
- 1991 - Ed Sheeran, Brits singer-songwriter
- 1991 - Bonnie Wright, Brits actrice
- 1992 - Travis Brent, Amerikaans voetballer
- 1992 - Meaghan Jette Martin, Amerikaans actrice en zangeres
- 1993 - Martin Cao, Chinees autocoureur
- 1993 - Elhaida Dani, Albanees zangeres
- 1993 - Nicola Leali, Italiaans voetbaldoelman
- 1993 - Devin Logan, Amerikaans freestyleskiester
- 1993 - Marc Márquez, Spaans motorcoureur
- 1993 - Jannes Vansteenkiste, Belgisch voetballer
- 1994 - Emanuele Zonzini, San Marinees autocoureur
- 1994 - Marjolein Lindemans, Belgisch atlete
- 1995 - Matt Campbell, Australisch autocoureur
- 1996 - Sasha Pieterse, Zuid-Afrikaans actrice en zangeres
- 1998 - Antoine Debons, Zwitsers wielrenner
- 1998 - Hannes Soomer, Estisch motorcoureur
- 2002 - Kelly Sildaru, Estisch freestyleskiester
- 2003 - Federica Falzon, Maltees zangeres
- 2004 - Zach Booth, Amerikaans voetballer
- 2005 - Jeanuël Belocian, Frans-Guadeloups voetballer
- 2005 - Storm Ingebritsen, Noors wielrenner
- 2006 - Tyler Dibling, Engels voetballer

## Overleden

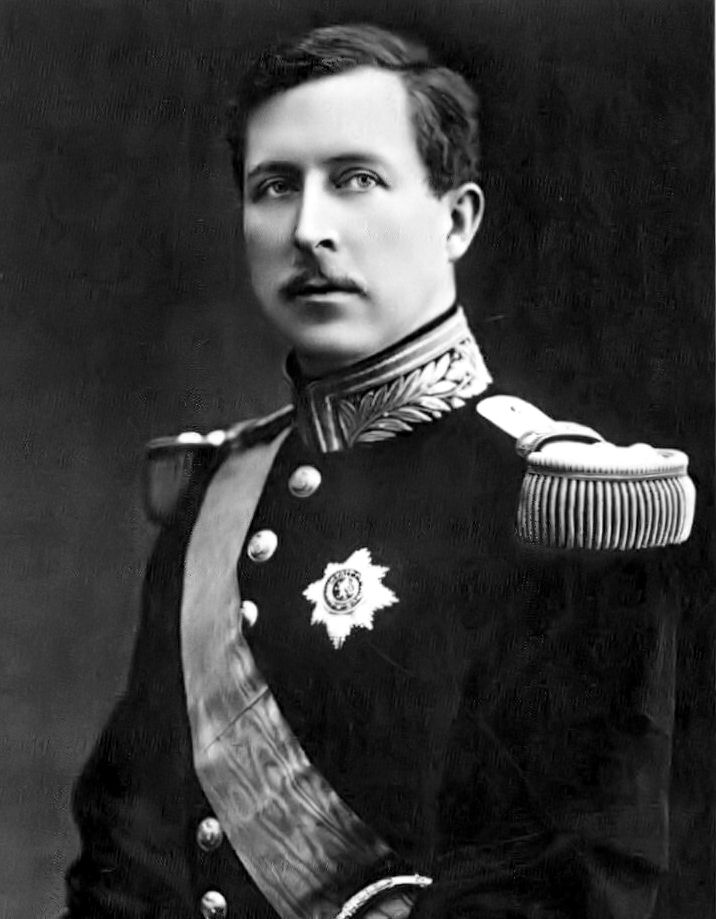
Albert I
overleden in 1934

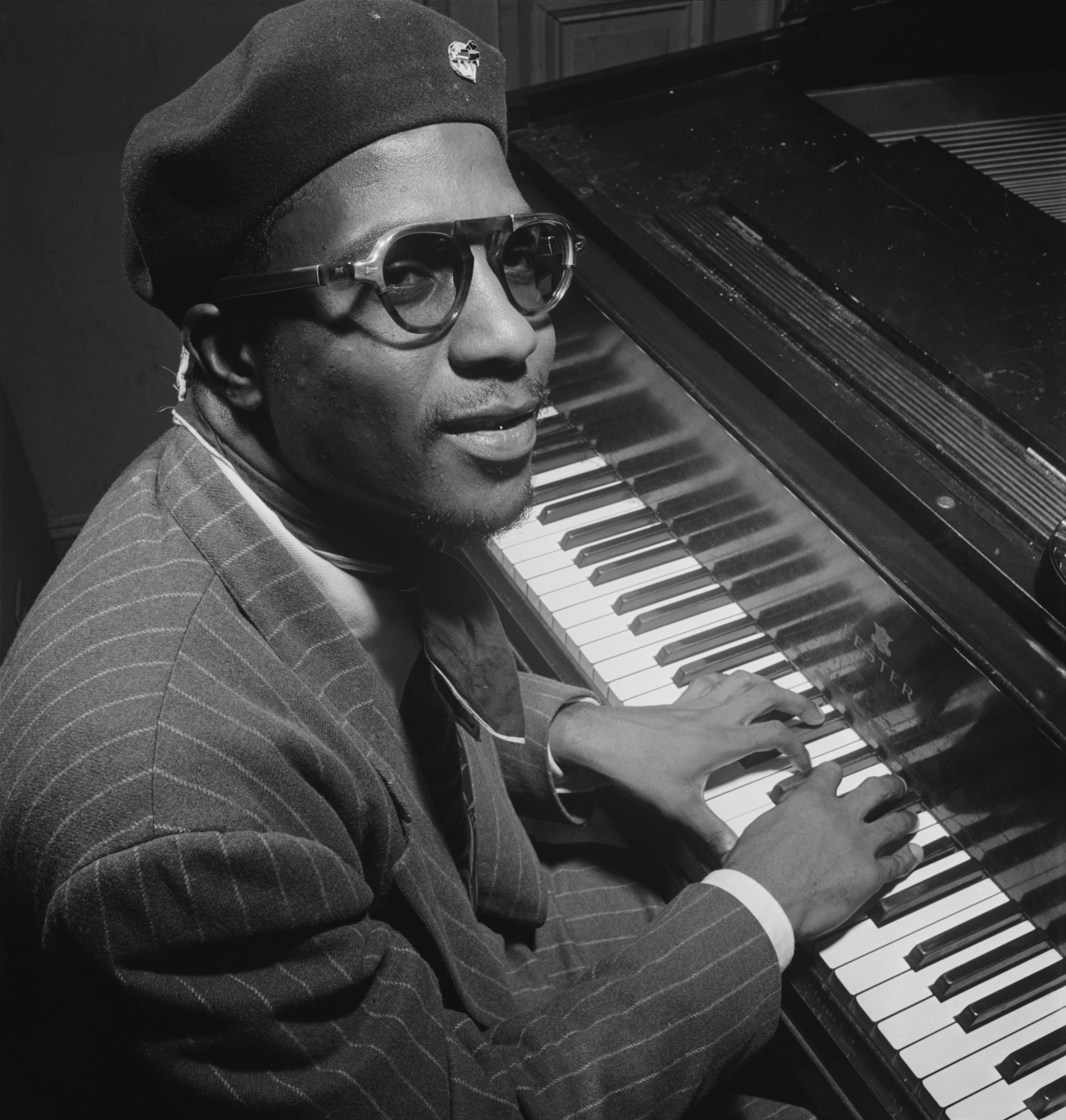
Thelonius Monk
overleden in 1982

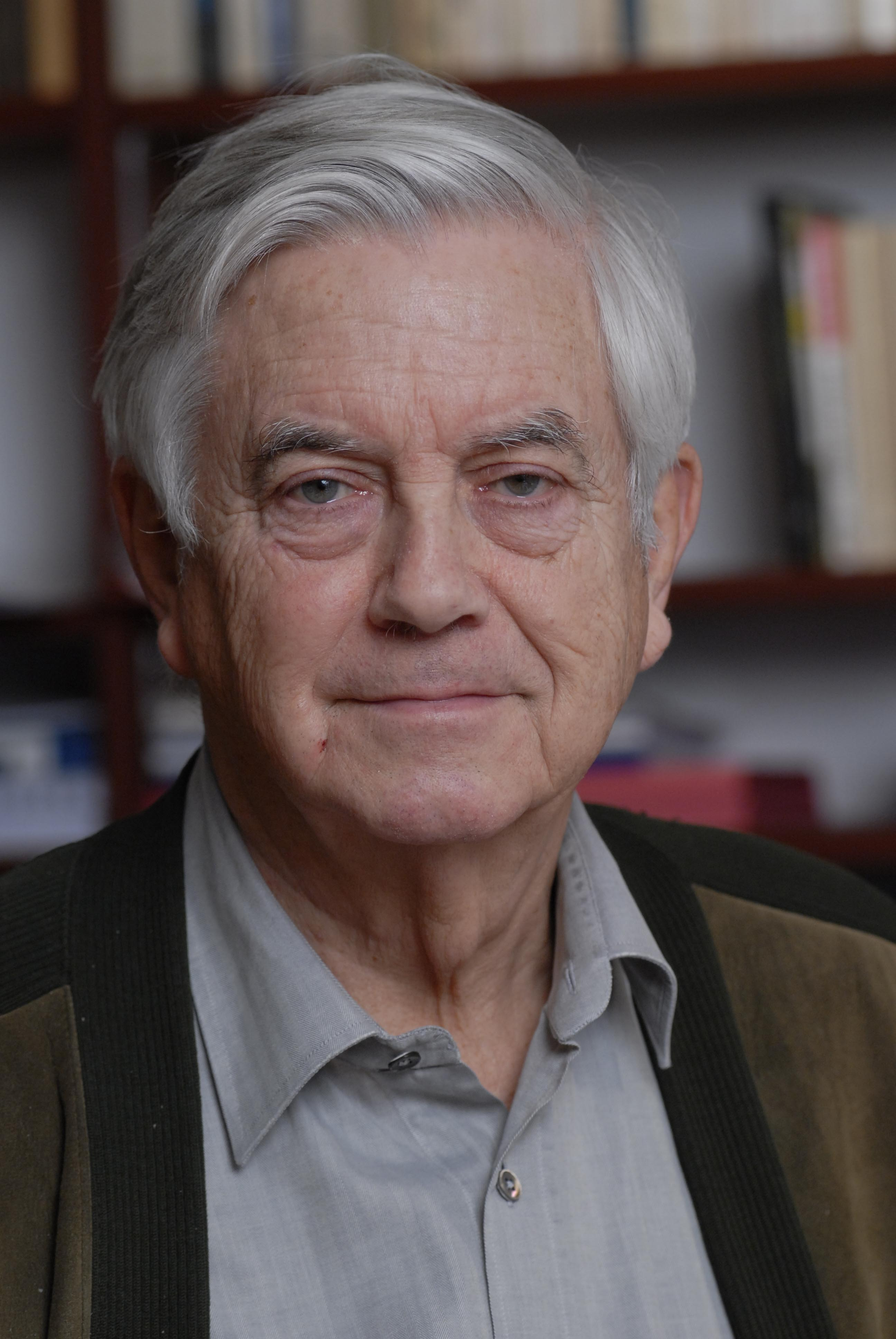
Frits Bolkestein
overleden in 2025

- 364 - Jovianus (±32), Romeins keizer
- 440 - Mesrop Masjtots, Armeens theoloog en ontwerper van het Armeens alfabet
- 1600 - Giordano Bruno (51), Italiaans filosoof
- 1652 - Gregorio Allegri (ca. 70), Romein, priester en componist
- 1673 - Molière (51), Frans dramaturg en toneelschrijver
- 1680 - Jan Swammerdam (43), Nederlands natuurwetenschapper
- 1796 - James Macpherson (59), Schots dichter
- 1803 - Lodewijk René Eduard de Rohan (68), kardinaal-aartsbisschop van Straatsburg
- 1830 - Marcos Portugal (67), Portugees componist
- 1847 - William Collins (58), Engels kunstschilder
- 1851 - Jean-Baptiste Minne-Barth (54), Belgisch advocaat en burgemeester van Gent
- 1856 - Heinrich Heine (58), Duits schrijver
- 1872 - José Burgos (35), Filipijns priester en martelaar
- 1872 - Jacinto Zamora (36), Filipijns priester en martelaar
- 1874 - Adolphe Quételet (77), Belgisch astronoom
- 1884 - Heinrich Berghaus (86), Duits geograaf en cartograaf
- 1896 - Lars Hætta (62), Noors taalkundige en vertaler
- 1897 - Edilberto Evangelista (34), Filipijns generaal
- 1909 - Geronimo (79), Apache-krijger en medicijnman
- 1927 - Francis Lane (52), Amerikaans atleet
- 1933 - Henri Viotta (84), Nederlands dirigent
- 1934 - Albert I (58), Belgisch koning
- 1942 - Lodewijk Ernst Visser (70), Nederlands jurist en president van de Hoge Raad
- 1945 - Maximino Ávila Camacho (53), Mexicaans politicus en militair
- 1948 - Jacques Hoogveld (63), Nederlands atleet
- 1949 - Ellery Clark (74), Amerikaans atleet
- 1972 - Pieter Wijdenes (99), Nederlands wiskundige
- 1981 - Alberto Zozaya (72), Argentijns voetballer
- 1982 - Thelonious Monk (64), Amerikaans jazzpianist
- 1986 - Jiddu Krishnamurti (90), Indiaas spiritueel leraar
- 1986 - Paul Stewart (77), Amerikaans acteur
- 1987 - Hans Tetzner (88), Nederlands voetballer en medicus
- 1989 - Hanne Sobek (88), Duits voetballer en trainer
- 1990 - Erik Rhodes (84), Amerikaans acteur
- 1992 - John Fieldhouse (64), Brits marinaofficier
- 1998 - Albert Dingemans Wierts (71), Nederlands burgemeester
- 1998 - Ernst Jünger (102), Duits schrijver
- 2001 - Paul Julien (99), Nederlands antropoloog en ontdekkingsreiziger
- 2001 - Rink van der Velde (68), Nederlands journalist en schrijver
- 2001 - Richard Wurmbrand (91), Roemeens predikant en schrijver
- 2004 - José López Portillo (83), Mexicaans president
- 2005 - Omar Sívori (69), Argentijns-Italiaans voetballer
- 2006 - Ray Barretto (76), Amerikaans drummer
- 2006 - Jorge Mendonça, Braziliaans voetballer
- 2006 - Jan Janbroers (78), Nederlands basketbaltrainer
- 2007 - Mike Awesome (42), Amerikaans professioneel worstelaar
- 2007 - Nedim Imaç (40/41), Turks-Nederlands ondernemer en sportbestuurder
- 2007 - Jurga Ivanauskaitė (45), Litouws schrijver
- 2007 - Mary Kaye (83), Amerikaans zangeres en muzikante
- 2007 - Jakov Lind (80), Oostenrijks-Brits schrijver, kunstschilder, filmregisseur en acteur
- 2007 - Maurice Papon (96), Frans politiefunctionaris, politicus en oorlogsmisdadiger
- 2008 - Sigi Wolf (72), Surinaams theoloog en Surinamist
- 2009 - Victor Kiernan (95), Brits historicus
- 2009 - Gazanfer Özcan (78), Turks acteur
- 2009 - Shabnam Romani (80), Pakistaan dichter
- 2010 - Kathryn Grayson (88), Amerikaans actrice
- 2011 - Harm Agteresch (67), Nederlands komiek (Harm oet Riessen)
- 2011 - Egbert van Paridon (90), Nederlands acteur en regisseur
- 2012 - Paul-Emile Van Royen (73), Belgisch acteur
- 2013 - Richard Briers (79), Brits acteur
- 2013 - André Gingras (46), Canadees-Nederlands danser en choreograaf
- 2013 - Mindy McCready (37), Amerikaans countryzangeres
- 2014 - Bob Casale (61), Amerikaans gitarist
- 2015 - June Fairchild (68), Amerikaans actrice
- 2015 - Antonio Lanfranchi (68), Italiaans aartsbisschop
- 2015 - Cathy Ubels (86), Nederlands politica
- 2016 - Chaim Levano (88), Nederlands theaterregisseur en musicus
- 2016 - Andrzej Żuławski (75), Pools filmregisseur
- 2017 - Warren Frost (91), Amerikaans acteur
- 2017 - Nadezjda Olizarenko (63), Sovjet-Russisch/Oekraïens atlete
- 2017 - Tom Regan (78), Amerikaans filosoof
- 2017 - Peter Skellern (69), Brits zanger
- 2018 - Mohamed Shahabuddeen (86), Guyaans politicus en rechter van het Internationaal Gerechtshof
- 2018 - Ig Snellen (85), Nederlands hoogleraar
- 2020 - Ja'net DuBois (74), Amerikaans actrice, zangeres en songwriter
- 2020 - Jos Lacroix (67), Nederlands voetballer
- 2020 - Kizito Mihigo (38), Rwandees organist, componist, gospelzanger en televisiepresentator
- 2020 - Larry Tesler (74), Amerikaans informaticus
- 2020 - Andrew Weatherall (56), Brits muziekproducent, diskjockey en muzikant
- 2020 - Mickey Wright (85), Amerikaans golfspeelster
- 2020 - Mustafa Yücedağ (53), Turks-Nederlands voetballer
- 2020 - Sonja Ziemann (94), Duits actrice en zangeres
- 2021 - Jacinto Cayco (96), Filipijns zwemmer
- 2021 - Jan Geersing (80), Nederlands politicus
- 2021 - Hennie Kenkhuis (68), Nederlands politicus
- 2021 - Rush Limbaugh (70), Amerikaans radiopresentator
- 2021 - Arkoç Özcan (81), Turks voetballer en voetbalcoach
- 2021 - René Roemersma (62), Nederlands anti-apartheidsactivist
- 2021 - Gianluigi Saccaro (82), Italiaans schermer
- 2021 - Martha Stewart (98), Amerikaans actrice en zangeres
- 2022 - David Brenner (59), Amerikaans filmeditor
- 2022 - Marc Hamilton (78), Canadees zanger
- 2022 - Jürgen Lässig (78), Duits autocoureur
- 2022 - André Messelis (91), Belgisch wielrenner
- 2023 - Stella Stevens (84), Amerikaans actrice
- 2024 - Jaap Oudkerk (86), Nederlands baanwielrenner
- 2025 - Frits Bolkestein (91), Nederlands politicus
- 2025 - Rick Buckler (69), Brits drummer
- 2025 - Antonine Maillet (95), Canadees romanschrijfster, toneelschrijfster en literatuurwetenschapster

## Viering/herdenking

Onafhankelijkheidsdag Kosovo

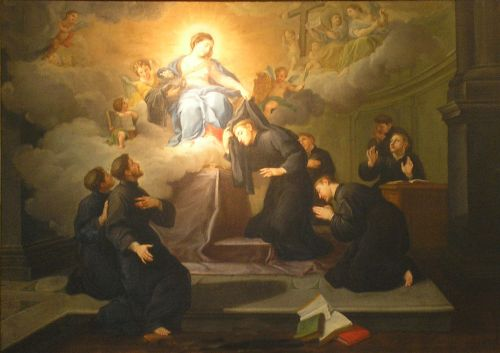
7 Stichters v/d Servieten van Maria

- Kosovo - Onafhankelijkheidsdag (2008)
- In het Romeinse Rijk viert men de Quirinalia ter ere van Quirinus.
- Rooms-katholieke kalender:
  - 7 Heiligen Stichters van de Servieten van Maria: o.a. Heilige Alexis Falconieri († 1310) en Ricovero Uguccione († 1282) - Vrije Gedachtenis
  - Vlucht naar Egypte
  - Heilige Flavianus van Constantinopel († 449)
  - Heilige Evermodus († 1178)
  - Heilige Silvin(us) (van Therouanne) († 718)

## Weerextremen

### Nederland
| | Officiële records | Officiële records | Officiële records |      | Landelijke records | Landelijke records | Landelijke records                                          |
| Gebeurtenis | Jaar              | Extreem           | Locatie           | Jaar | Extreem            | Locatie            |                                                             |
| --- | ----------------- | ----------------- | ----------------- | ---- | ------------------ | ------------------ | ----------------------------------------------------------- |
| Laagste etmaalgemiddelde temperatuur (°C) | 1956              | −12,1             | De Bilt           |      | 1956               | −13,1              | Schiphol                                                    |
| Hoogste etmaalgemiddelde temperatuur (°C) | 2024              | 10,6              | De Bilt           |      | 2023               | 11,9               | Ell                                                         |
| Laagste minimumtemperatuur (°C) | 1956              | −18,0             | De Bilt           |      | 1956               | −21,3              | Soesterberg                                                 |
| Hoogste minimumtemperatuur (°C) | 2024              | 9,2               | De Bilt           |      | 2023               | 10,6               | Ell                                                         |
| Laagste maximumtemperatuur (°C) | 1956              | −6,2              | De Bilt           |      | 1956               | −7,3               | Soesterberg                                                 |
| Hoogste maximumtemperatuur (°C) | 1961              | 16,4              | De Bilt           |      | 1961               | 18,4               | Twenthe                                                     |
| Hoogste uurgemiddelde windsnelheid (m/s) | 1928              | 17,5              | De Bilt           |      | 1995               | 24,2               | IJmuiden                                                    |
| Hoogste windstoot (m/s) | 1999              | 26,0              | De Bilt           |      | 1999               | 36,0               | Stavenisse                                                  |
| Langste zonneschijnduur (uur) | 1994              | 8,9               | De Bilt           |      | 1994 2016          | 9,3                | Westdorpe, Wilhelminadorp Arcen, Ell, Vlissingen, Westdorpe |
| Langste neerslagduur (uur) | 1964              | 10,3              | De Bilt           |      | 1969               | 15,2               | Maastricht                                                  |
| Hoogste etmaalsom van de neerslag (mm) | 1951              | 11,8              | De Bilt           |      | 2006               | 19,3               | Eindhoven                                                   |
| Laagste etmaalgemiddelde relatieve vochtigheid (%) | 1994              | 58                | De Bilt           |      | 1950               | 50                 | Maastricht                                                  |
| Laagste uurwaarde luchtdruk op zeeniveau (hPa) | 1904              | 975,8             | De Bilt           |      | 1904               | 975,8              | De Bilt                                                     |
| Hoogste uurwaarde luchtdruk op zeeniveau (hPa) | 1959              | 1045,6            | De Bilt           |      | 1959               | 1046,7             | Maastricht                                                  |
| Officiële records worden altijd gemeten op het KNMI-weerstation in De Bilt. Landelijke records kunnen worden gemeten op elk officieel KNMI-weerstation in Nederland. |                   |                   |                   |      |                    |                    |                                                             |

Uitzonderlijke gebeurtenissen
- 1918 - Officieel laagste minimumtemperatuur in °C van het jaar gemeten in De Bilt: −7,0
- 1920 - Eerste landelijke zachte dag van het jaar gemeten in Maastricht (maximumtemperatuur ≥ 15 °C op een officieel weerstation)
- 1950 - Eerste officiële zachte dag van het jaar (maximumtemperatuur ≥ 15 °C in De Bilt)
- 1950 - Eerste landelijke zachte dag van het jaar gemeten in De Bilt en Maastricht (maximumtemperatuur ≥ 15 °C op een officieel weerstation)
- 1961 - Eerste officiële zachte dag van het jaar (maximumtemperatuur ≥ 15 °C in De Bilt)
- 2019 - Eerste officiële zachte dag van het jaar (maximumtemperatuur ≥ 15 °C in De Bilt)
- 2023 - Officieel hoogste etmaalgemiddelde temperatuur in °C van februari dit jaar gemeten in De Bilt: 10,4
- 2023 - Landelijk hoogste etmaalgemiddelde temperatuur in °C van februari dit jaar gemeten in Ell: 11,9
- 2023 - Officieel hoogste minimumtemperatuur in °C van februari dit jaar gemeten in De Bilt: 8,8
- 2023 - Landelijk hoogste minimumtemperatuur in °C van februari dit jaar gemeten in Ell: 10,6
- 2023 - Landelijk hoogste maximumtemperatuur in °C van februari dit jaar gemeten in Ell: 15,1
- 2023 - Officieel hoogste uurgemiddelde windsnelheid in m/s van februari dit jaar gemeten in De Bilt: 8,0. Samen met 1 februari en 5 februari

### België
Dagrecords
- 1855 - Laagste etmaalgemiddelde temperatuur −12,7 °C
- 1961 - Hoogste etmaalgemiddelde temperatuur 11,6 °C
- 1855 - Laagste minimumtemperatuur −16 °C
- 1961 - Hoogste maximumtemperatuur 17,8 °C
- 1926 - Hoogste etmaalsom van de neerslag 23,3 mm

<< · 1 · 2 · 3 · 4 · 5 · 6 · 7 · 8 · 9 · 10 · 11 · 12 · 13 · 14 · 15 · 16 · 17 · 18 · 19 · 20 · 21 · 22 · 23 · 24 · 25 · 26 · 27 · 28 · 29 · (30) · >>